# Darkhorse
Darkhorse – drugi studyjny album zespołu Crazy Town, wydany 12 listopada 2002. Wydawnictwo zawierało oprócz krążka z muzyką drugi, dodatkowy z nagraniami wideo pokazującymi proces przygotowania albumu.
Ten album nie był tak bardzo popularny jak jego poprzednik The Gift of Game i nie odnotowano żadnych znaczących przebojów które pochodziłyby z tego albumu. Album ten nie osiągnął nawet tytułu złotej płyty, co przy ogromnym sukcesie pierwszego krążka (platyna), było znaczącą porażką.

## Lista utworów
(Ścieżki od 12 do 22 oraz od 24 do 31 są puste)
1. "Decorated" – 3:07
2. "Hurt You So Bad" – 3:46
3. "Drowning" – 3:19
4. "Change" – 3:44
5. "Candy Coated" – 4:22
6. "Waste of My Time" – 2:56
7. "Sorry" – 4:15
8. "Battle Cry" – 2:49
9. "Take It to the Bridge" – 3:18
10. "Skulls and Stars" – 4:25
11. "Beautiful" – 3:18
12. "You're The One" – 3:56
13. "Them Days" – 3:11

## Skład zespołu
- Bret Mazur – śpiew
- Shifty – śpiew
- Kraig Tyler - gitara
- Anthony Valli – gitara
- Doug Miller – gitara basowa
- Kyle Hollinger - perkusja